# Allograpta distincta
Allograpta distincta är en tvåvingeart som först beskrevs av Kertesz 1899.  Allograpta distincta ingår i släktet Allograpta och familjen blomflugor. Inga underarter finns listade i Catalogue of Life.